# ミンテッド
ミンテッド（Minted）は、株式会社Unfoundismのライフスタイルブランドであり、韓国のソウルに本社を置いている。有害成分を除き、天然成分のみを使用した環境に優しい製品を通じて、生活の質の向上と環境保護を同時に追求するブランド。持続可能性のためにプラスチックの使用を最小限に抑えている。
2024年9月現在、韓国のオリーブヤングのオフライン全店舗に入店している。

## 歴史
2021年に韓国でオーラルケア製品を初めて発売した後、ハンドケア、リビングケアなど、さまざまな製品を発売した。オリーブヤング、今日の家などの有名販売チャンネル、新世界免税店に入店し、現在、韓国で月間売上10億ウォンを突破した。2024年6月にはQoo10を通じて日本への輸出を開始し、2024年9月にはミンテッドの日本サイトを通じて販売を開始した。

## 製品
ミンテッドは、化学成分を使用せず、天然成分で作られた固形歯磨き粉、ハンドクリーム、トイレクリーナーなどを製造・販売している。ミンテッドという名前にふさわしく、緑色を基調としたデザインの製品が多く、シンプルでありながらモダンな印象のパッケージを提供している。すべての製品はリサイクル可能な紙パッケージで提供され、プラスチック廃棄物の削減に貢献している。現在、日本では固形歯磨き粉とマウススプレーのみ購入可能。
- ウルトラミント固形歯磨き粉：白い第一印象歯磨き粉、口臭除去率98.9%、舌苔除去率42.9%が検証済み。一般的な歯磨き粉の辛さ。90錠、63g
- マイルドミント固形歯磨き粉：白い第一印象歯磨き粉、口臭除去率99.07%、舌苔除去率42.9%が検証済み。穏やかな味の歯磨き粉。90錠、63g
- ウルトラミント固形歯磨き粉詰め替え用：180錠、紙パッケージ
- マイルドミント固形歯磨き粉詰め替え用：180錠、紙パッケージ
- 携帯用ミニケース：固形歯磨き粉が16個入れる
- ノンアルコールマウススプレー：アルコールが含まれていないため、気軽に使用できるスプレー